# 2016-os Formula–1 német nagydíj
A német nagydíj volt a 2016-os Formula–1 világbajnokság tizenkettedik futama, amelyet 2016. július 29. és július 31. között rendeztek meg a németországi Hockenheimringen.

## Szabadedzések

### Első szabadedzés
A német nagydíj első szabadedzését július 29-én, pénteken délelőtt tartották.
| helyezés | versenyző        | csapat/motor         | elért idő | különbség | futott kör |
| -------- | ---------------- | -------------------- | --------- | --------- | ---------- |
| 1        | Nico Rosberg     | Mercedes             | 1:15,517  | −         | 32         |
| 2        | Lewis Hamilton   | Mercedes             | 1:15,843  | +0,326    | 30         |
| 3        | Sebastian Vettel | Ferrari              | 1:16,667  | +1,150    | 29         |
| 4        | Kimi Räikkönen   | Ferrari              | 1:16,852  | +1,335    | 23         |
| 5        | Max Verstappen   | Red Bull-TAG Heuer   | 1:16,927  | +1,410    | 29         |
| 6        | Daniel Ricciardo | Red Bull-TAG Heuer   | 1:17,089  | +1,572    | 30         |
| 7        | Fernando Alonso  | McLaren-Honda        | 1:17,183  | +1,666    | 18         |
| 8        | Jenson Button    | McLaren-Honda        | 1:17,612  | +2,095    | 15         |
| 9        | Danyiil Kvjat    | Toro Rosso-Ferrari   | 1:18,008  | +2,491    | 25         |
| 10       | Carlos Sainz Jr. | Toro Rosso-Ferrari   | 1:18,044  | +2,527    | 22         |
| 11       | Marcus Ericsson  | Sauber-Ferrari       | 1:18,198  | +2,681    | 28         |
| 12       | Valtteri Bottas  | Williams-Mercedes    | 1:18,210  | +2,693    | 37         |
| 13       | Felipe Massa     | Williams-Mercedes    | 1:18,322  | +2,805    | 33         |
| 14       | Romain Grosjean  | Haas-Ferrari         | 1:18,589  | +3,072    | 20         |
| 15       | Nico Hülkenberg  | Force India-Mercedes | 1:18,591  | +3,074    | 35         |
| 16       | Sergio Pérez     | Force India-Mercedes | 1:18,628  | +3,111    | 29         |
| 17       | Charles Leclerc  | Haas-Ferrari         | 1:18,882  | +3,365    | 32         |
| 18       | Kevin Magnussen  | Renault              | 1:18,933  | +3,416    | 35         |
| 19       | Felipe Nasr      | Sauber-Ferrari       | 1:18,961  | +3,444    | 22         |
| 20       | Esteban Ocon     | Renault              | 1:18,981  | +3,464    | 30         |
| 21       | Rio Haryanto     | Manor-Mercedes       | 1:19,167  | +3,650    | 34         |
| 22       | Pascal Wehrlein  | Manor-Mercedes       | 1:19,975  | +4,458    | 33         |

### Második szabadedzés
A német nagydíj második szabadedzését július 29-én, pénteken délután tartották.
| helyezés | versenyző         | csapat/motor         | elért idő | különbség | futott kör |
| -------- | ----------------- | -------------------- | --------- | --------- | ---------- |
| 1        | Nico Rosberg      | Mercedes             | 1:15,614  | −         | 43         |
| 2        | Lewis Hamilton    | Mercedes             | 1:16,008  | +0,394    | 36         |
| 3        | Sebastian Vettel  | Ferrari              | 1:16,208  | +0,594    | 39         |
| 4        | Max Verstappen    | Red Bull-TAG Heuer   | 1:16,456  | +0,842    | 40         |
| 5        | Daniel Ricciardo  | Red Bull-TAG Heuer   | 1:16,490  | +0,876    | 38         |
| 6        | Kimi Räikkönen    | Ferrari              | 1:16,512  | +0,898    | 45         |
| 7        | Nico Hülkenberg   | Force India-Mercedes | 1:16,781  | +1,167    | 43         |
| 8        | Jenson Button     | McLaren-Honda        | 1:17,087  | +1,473    | 16         |
| 9        | Sergio Pérez      | Force India-Mercedes | 1:17,148  | +1,534    | 44         |
| 10       | Fernando Alonso   | McLaren-Honda        | 1:17,225  | +1,611    | 21         |
| 11       | Carlos Sainz Jr.  | Toro Rosso-Ferrari   | 1:17,342  | +1,728    | 32         |
| 12       | Danyiil Kvjat     | Toro Rosso-Ferrari   | 1:17,367  | +1,753    | 38         |
| 13       | Valtteri Bottas   | Williams-Mercedes    | 1:17,425  | +1,811    | 44         |
| 14       | Romain Grosjean   | Haas-Ferrari         | 1:17,602  | +1,988    | 13         |
| 15       | Felipe Massa      | Williams-Mercedes    | 1:17,686  | +2,072    | 40         |
| 16       | Esteban Gutiérrez | Haas-Ferrari         | 1:18,005  | +2,391    | 42         |
| 17       | Kevin Magnussen   | Renault              | 1:18,056  | +2,442    | 46         |
| 18       | Marcus Ericsson   | Sauber-Ferrari       | 1:18,130  | +2,516    | 28         |
| 19       | Pascal Wehrlein   | Manor-Mercedes       | 1:18,193  | +2,579    | 42         |
| 20       | Jolyon Palmer     | Renault              | 1:18,313  | +2,699    | 47         |
| 21       | Rio Haryanto      | Manor-Mercedes       | 1:18,591  | +2,977    | 47         |
| 22       | Felipe Nasr       | Sauber-Ferrari       | 1:19,295  | +3,681    | 41         |

### Harmadik szabadedzés
A német nagydíj harmadik szabadedzését július 30-án, szombaton délelőtt tartották.
| helyezés | versenyző         | csapat/motor         | elért idő | különbség | futott kör |
| -------- | ----------------- | -------------------- | --------- | --------- | ---------- |
| 1        | Nico Rosberg      | Mercedes             | 1:15,738  | −         | 16         |
| 2        | Lewis Hamilton    | Mercedes             | 1:15,795  | +0,057    | 19         |
| 3        | Daniel Ricciardo  | Red Bull-TAG Heuer   | 1:15,837  | +0,099    | 13         |
| 4        | Kimi Räikkönen    | Ferrari              | 1:15,902  | +0,164    | 16         |
| 5        | Sebastian Vettel  | Ferrari              | 1:16,104  | +0,366    | 20         |
| 6        | Max Verstappen    | Red Bull-TAG Heuer   | 1:16,182  | +0,444    | 23         |
| 7        | Valtteri Bottas   | Williams-Mercedes    | 1:16,400  | +0,662    | 28         |
| 8        | Felipe Massa      | Williams-Mercedes    | 1:16,630  | +0,892    | 26         |
| 9        | Fernando Alonso   | McLaren-Honda        | 1:16,916  | +1,178    | 11         |
| 10       | Nico Hülkenberg   | Force India-Mercedes | 1:16,972  | +1,234    | 16         |
| 11       | Carlos Sainz Jr.  | Toro Rosso-Ferrari   | 1:17,028  | +1,290    | 20         |
| 12       | Sergio Pérez      | Force India-Mercedes | 1:17,066  | +1,328    | 10         |
| 13       | Esteban Gutiérrez | Haas-Ferrari         | 1:17,160  | +1,422    | 17         |
| 14       | Danyiil Kvjat     | Toro Rosso-Ferrari   | 1:17,227  | +1,489    | 19         |
| 15       | Kevin Magnussen   | Renault              | 1:17,351  | +1,613    | 9          |
| 16       | Jolyon Palmer     | Renault              | 1:17,473  | +1,735    | 23         |
| 17       | Marcus Ericsson   | Sauber-Ferrari       | 1:17,685  | +1,947    | 19         |
| 18       | Felipe Nasr       | Sauber-Ferrari       | 1:18,057  | +2,319    | 24         |
| 19       | Jenson Button     | McLaren-Honda        | 1:18,093  | +2,355    | 6          |
| 20       | Pascal Wehrlein   | Manor-Mercedes       | 1:18,270  | +2,532    | 24         |
| 21       | Rio Haryanto      | Manor-Mercedes       | 1:18,272  | +2,534    | 18         |
| 22       | Romain Grosjean   | Haas-Ferrari         | 1:25,160  | +9,422    | 4          |

## Időmérő edzés
A német nagydíj időmérő edzését július 30-án, szombaton futották.
| helyezés              | rajtszám | versenyző         | csapat/motor         | 1. rész  | 2. rész  | 3. rész  | rajthely | futott kör |
| --------------------- | -------- | ----------------- | -------------------- | -------- | -------- | -------- | -------- | ---------- |
| 1                     | 6        | Nico Rosberg      | Mercedes             | 1:15,485 | 1:14,839 | 1:14,363 | 1        | 12         |
| 2                     | 44       | Lewis Hamilton    | Mercedes             | 1:15,243 | 1:14,748 | 1:14,470 | 2        | 12         |
| 3                     | 3        | Daniel Ricciardo  | Red Bull-TAG Heuer   | 1:15,591 | 1:15,545 | 1:14,726 | 3        | 14         |
| 4                     | 33       | Max Verstappen    | Red Bull-TAG Heuer   | 1:15,875 | 1:15,124 | 1:14,834 | 4        | 12         |
| 5                     | 7        | Kimi Räikkönen    | Ferrari              | 1:15,752 | 1:15,242 | 1:15,142 | 5        | 12         |
| 6                     | 5        | Sebastian Vettel  | Ferrari              | 1:15,927 | 1:15,630 | 1:15,315 | 6        | 14         |
| 7                     | 27       | Nico Hülkenberg   | Force India-Mercedes | 1:16,301 | 1:15,623 | 1:15,510 | 8[1]     | 15         |
| 8                     | 77       | Valtteri Bottas   | Williams-Mercedes    | 1:15,952 | 1:15,490 | 1:15,530 | 7        | 12         |
| 9                     | 11       | Sergio Pérez      | Force India-Mercedes | 1:16,169 | 1:15,500 | 1:15,537 | 9        | 17         |
| 10                    | 19       | Felipe Massa      | Williams-Mercedes    | 1:16,503 | 1:15,699 | 1:15,615 | 10       | 13         |
| 11                    | 21       | Esteban Gutiérrez | Haas-Ferrari         | 1:15,987 | 1:15,883 |          | 11       | 14         |
| 12                    | 22       | Jenson Button     | McLaren-Honda        | 1:16,172 | 1:15,909 |          | 12       | 14         |
| 13                    | 55       | Carlos Sainz Jr.  | Toro Rosso-Ferrari   | 1:16,317 | 1:15,989 |          | 15[2]    | 12         |
| 14                    | 14       | Fernando Alonso   | McLaren-Honda        | 1:16,338 | 1:16,041 |          | 13       | 11         |
| 15                    | 8        | Romain Grosjean   | Haas-Ferrari         | 1:16,328 | 1:16,086 |          | 20[3]    | 14         |
| 16                    | 30       | Jolyon Palmer     | Renault              | 1:16,636 | 1:16,665 |          | 14       | 14         |
| 17                    | 20       | Kevin Magnussen   | Renault              | 1:16,716 |          |          | 16       | 8          |
| 18                    | 94       | Pascal Wehrlein   | Manor-Mercedes       | 1:16,717 |          |          | 17       | 10         |
| 19                    | 26       | Danyiil Kvjat     | Toro Rosso-Ferrari   | 1:16,876 |          |          | 18       | 6          |
| 20                    | 88       | Rio Haryanto      | Manor-Mercedes       | 1:16,977 |          |          | 19       | 9          |
| 21                    | 12       | Felipe Nasr       | Sauber-Ferrari       | 1:17,123 |          |          | 21       | 6          |
| 22                    | 9        | Marcus Ericsson   | Sauber-Ferrari       | 1:17,238 |          |          | 22       | 6          |
| 107%-os idő: 1:20,114 |          |                   |                      |          |          |          |          |            |

Megjegyzés:
- ↑ 1:  — Nico Hülkenberg szabálytalan gumihasználat miatt 1 rajthelyes büntetést kapott.[2]
- ↑ 2:  — Carlos Sainz Jr. a Q2-ben feltartotta Felipe Massát, ezért 3 rajthelyes büntetést kapott.[2]
- ↑ 3:  — Romain Grosjean autójában sebességváltót kellett cserélni, ezért 5 rajthelyes büntetést kapott.[3]

## Futam
A német nagydíj futama július 31-én, vasárnap rajtolt.
| helyezés | rajtszám | versenyző         | csapat/motor         | futott kör | idő/kiesés oka | rajthely | pont |
| -------- | -------- | ----------------- | -------------------- | ---------- | -------------- | -------- | ---- |
| 1        | 44       | Lewis Hamilton    | Mercedes             | 67         | 1:30:44,200    | 2        | 25   |
| 2        | 3        | Daniel Ricciardo  | Red Bull-TAG Heuer   | 67         | +6,996         | 3        | 18   |
| 3        | 33       | Max Verstappen    | Red Bull-TAG Heuer   | 67         | +13,413        | 4        | 15   |
| 4        | 6        | Nico Rosberg      | Mercedes             | 67         | +15,845        | 1        | 12   |
| 5        | 5        | Sebastian Vettel  | Ferrari              | 67         | +32,570        | 6        | 10   |
| 6        | 7        | Kimi Räikkönen    | Ferrari              | 67         | +37,023        | 5        | 8    |
| 7        | 27       | Nico Hülkenberg   | Force India-Mercedes | 67         | +1:10,049      | 8        | 6    |
| 8        | 22       | Jenson Button     | McLaren-Honda        | 66         | +1 kör         | 12       | 4    |
| 9        | 77       | Valtteri Bottas   | Williams-Mercedes    | 66         | +1 kör         | 7        | 2    |
| 10       | 11       | Sergio Pérez      | Force India-Mercedes | 66         | +1 kör         | 9        | 1    |
| 11       | 21       | Esteban Gutiérrez | Haas-Ferrari         | 66         | +1 kör         | 11       |      |
| 12       | 14       | Fernando Alonso   | McLaren-Honda        | 66         | +1 kör         | 13       |      |
| 13       | 8        | Romain Grosjean   | Haas-Ferrari         | 66         | +1 kör         | 20       |      |
| 14       | 55       | Carlos Sainz Jr.  | Toro Rosso-Ferrari   | 66         | +1 kör         | 15       |      |
| 15       | 26       | Danyiil Kvjat     | Toro Rosso-Ferrari   | 66         | +1 kör         | 18       |      |
| 16       | 20       | Kevin Magnussen   | Renault              | 66         | +1 kör         | 16       |      |
| 17       | 94       | Pascal Wehrlein   | Manor-Mercedes       | 65         | +2 kör         | 17       |      |
| 18       | 9        | Marcus Ericsson   | Sauber-Ferrari       | 65         | +2 kör         | 22       |      |
| 19       | 30       | Jolyon Palmer     | Renault              | 65         | +2 kör         | 14       |      |
| 20       | 88       | Rio Haryanto      | Manor-Mercedes       | 65         | +2 kör         | 19       |      |
| ki       | 12       | Felipe Nasr       | Sauber-Ferrari       | 57         | erőforrás      | 21       |      |
| ki       | 19       | Felipe Massa      | Williams-Mercedes    | 36         | felfüggesztés  | 10       |      |

## A világbajnokság állása a verseny után
| H   | Versenyzők       | Pont | H   | Konstruktőrök        | Pont |
| --- | ---------------- | ---- | --- | -------------------- | ---- |
| 1.  | Lewis Hamilton   | 217  | 1.  | Mercedes             | 415  |
| 2.  | Nico Rosberg     | 198  | 2.  | Red Bull-TAG Heuer   | 256  |
| 3.  | Daniel Ricciardo | 133  | 3.  | Ferrari              | 242  |
| 4.  | Kimi Räikkönen   | 122  | 4.  | Williams-Mercedes    | 96   |
| 5.  | Sebastian Vettel | 120  | 5.  | Force India-Mercedes | 81   |
| 6.  | Max Verstappen   | 115  | 6.  | Toro Rosso-Ferrari   | 45   |
| 7.  | Valtteri Bottas  | 58   | 7.  | McLaren-Honda        | 42   |
| 8.  | Sergio Pérez     | 48   | 8.  | Haas-Ferrari         | 28   |
| 9.  | Felipe Massa     | 38   | 9.  | Renault              | 6    |
| 10. | Nico Hülkenberg  | 33   | 10. | Manor-Mercedes       | 1    |

(A teljes táblázat)

## Statisztikák
- Vezető helyen:
  - Lewis Hamilton: 67 kör (1-67)
- Lewis Hamilton 49. győzelme.
- Nico Rosberg 27. pole-pozíciója.
- Daniel Ricciardo 6. leggyorsabb köre.
- A Mercedes 56. győzelme.
- Lewis Hamilton 96., Daniel Ricciardo 13., Max Verstappen 4. dobogós helyezése.
- Daniel Ricciardo 100. nagydíja.[4]